# Steyr MPi 69
El MPi 69 es un subfusil construido en Austria por Steyr Mannlicher en la década de 1960.
Su diseño está basado en el Uzi israelí, fue fabricado con cargadores de 25 o 32 cartuchos, los cuales se introducen en la empuñadura. Su sistema de seguridad está compuesto por un botón con una posición marcada con una letra S, que significa que está asegurado, y el otro con una F, significa que está listo para abrir fuego.
La única variante del MPi 69 es el MPi 81, pensado para dispararlo dentro de vehículos blindados, la diferencia es que el cañón del MPi 81 es más largo que su predecesor para ser disparado a través de las troneras de vehículos blindados.
En Argentina es utilizado por la Agrupación de Buzos Tácticos de la Armada Argentina.

### Desarrollos relacionados
- Steyr AUG
- Steyr TMP

### Armas similares
- Uzi
- FMK-3
- Ingram MAC-10

### Secuencias de designación
- MP40 ·  MPi 69 ·  Steyr TMP

### Listas relacionadas
- Anexo:Equipamiento de la Armada Argentina